# Cillán
Cillán es un municipio y localidad española de la provincia de Ávila, en la comunidad autónoma de Castilla y León. El término municipal tiene una población de 79 habitantes (INE 2024).

## Geografía

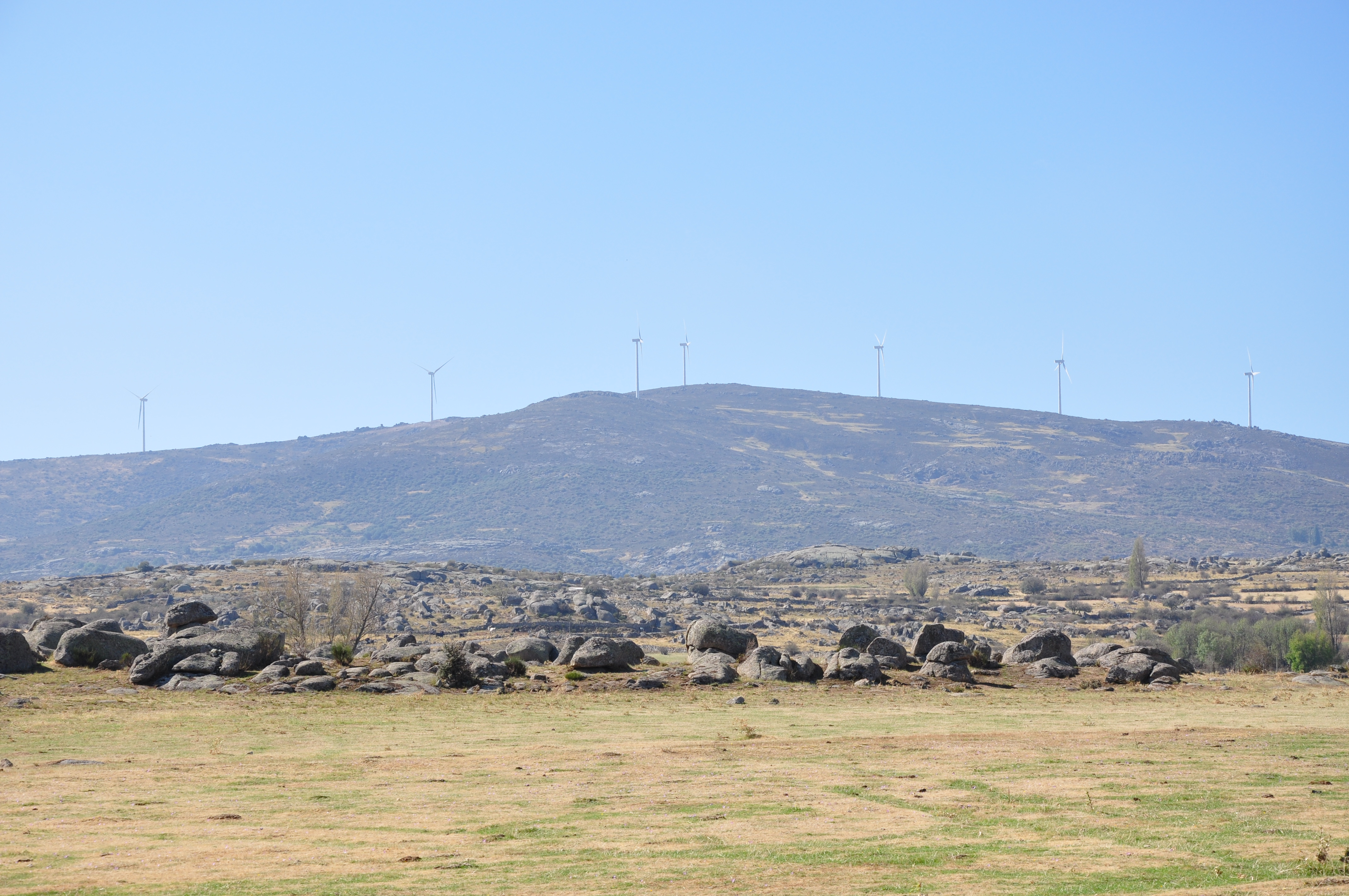
Vista de molinos eólicos en el Cerro de Gorría en la sierra de Ávila desde las cercanías de Cillán

Está situado en las faldas de la sierra de Ávila. La localidad está situada a una altitud de 1211 m sobre el nivel del mar. Tiene una superficie de 14,17 km². 
| Noroeste: Solana de Rioalmar | Norte:         | Noreste: Horcajuelo             |
| Oeste: Muñico                |                | Este: Chamartín                 |
| Suroeste: Valdecasa          | Sur: Valdecasa | Sureste: Narrillos del Rebollar |

## Historia
Hacia mediados del siglo XIX, el lugar tenía contabilizada una población de 100 habitantes. La localidad aparece descrita en el sexto volumen del Diccionario geográfico-estadístico-histórico de España y sus posesiones de Ultramar de Pascual Madoz de la siguiente manera:

CILLAN: l. con ayunt. de la prov., part. jud. y dióc. de Avila (4 leg.), aud. terr. de Madrid (20), c. g. de Castilla la Vieja (Valladolid 21): sit. en la falda de un cerro que forma parte de la sierra denominada de Torriá, le combate el viento N. y su clima frio, es sano; tiene 27 casas pequeñas y de mala distribucion interior, distribuidas en 4 calles malas y sin empedrar, una fuente terriza y 2 pozos abundantes y de buenas aguas, de las cuales se utilizan los vec. para sus usos y el de los ganados; escuela de instruccion primaria comun á ambos sexos concurrida por 12 alumnos, que se hallan bajo la direccion de un maestro dotado con 50 rs. anuales y 1/2 fan. de centeno que le dan de retribucion cada uno de sus discípulos; las ruinas de un palacio de la marquesa de la Vega, y una igl. parr. (San Cristóbal Mártir) servida por un párroco cuyo curato es de primer ascenso de presentacion de S. M. en los meses apostólicos y del ob. en los ordinarios: el cementerio está en parage que no ofende la salud pública; el térm. se estiende 3/4 leg. de N. á S.; 1/2 de E. á O. y 1 1/2 de circunferencia, y confina N. deh. de Miranda; É. Chamartin; S. Pasorilla del Rebollar y O. deh. de Origüelos: se compone de 2,700 obradas de á 400 estadales de 15 cuartas castellanas cada uno, y comprende el desp. de San Cristóbal del Rio Olmar (V.) El terreno es flojo, pedregoso y en lo general de secano, produciendo próximamente en la proporcion de 6 por 1 de sembradura, se cultivan 10 obradas de regadío y primera calidad, 60 de segunda y 1,040 de tercera, que unas y otras se siembran cada 3 años; hay ademas 4 obradas de prados de primera calidad y 60 id. de segunda, unas y otras se disfrutan anualmente, 450 id. de prados comunes algunas de ellas pobladas de monte de encina: 990 id. de tierra yerma que producen inferior pasto, y 80 de tierra absolutamente inútil por hallarse ocupada de peñascos y guijarros: le fertiliza un arroyo que pasa inmediato al pueblo por la parte de poniente, marcha de S. á N. y es de curso perenne, pero de poca agua: hay sobre él dos pontones de madera, el cauce es suficiente para el agua que lleva, las que dan impulso á la rueda de un molino harinero y riegan algunas legumbres y linos. caminos: veredas y atajos en mal estado que dirigen á los pueblos limítrofes; el correo se recibe de Avila por particulares que pasan á la c. prod.: trigo, cebada, centeno, algarrobas, lino, hortalizas y pasto: su mayor cosecha centeno. Mantiene ganado lanar, cabrio, vacuno, de cerda y caballerias menores; cria caza de perdices, conejos y lobos. ind.: agricultura y un molino harinero. comercio: esportacion de los frutos sobrantes para los mercados de Avila, e importacion del mismo punto de los art. de vestir de que carecen los vec. pobl.: 24 vec., 100 alm. cap. prod.: 502,250 rs. imp. 20,090. ind. y fabril: 1,250. contr.: 3,407 rs. 12 mrs. El presupuesto municipal asciende á 438 rs. y se cubre con 45 rs. prod. de propios y por reparto vecinal.
(Madoz, 1847, p. 402)

Camilo José Cela en su libro Judíos Moros y Cristianos, narra un viaje que realiza por tierras de Segovia y Ávila,  entre 1946 y 1952. Uno de los lugares por los que pasa  pasa es Cillán.

Cillán, con el monte Gorría en su término, guarda las ruinas del palacio de la marquesa de la Vega y del despoblado de San Cristóbal de Rioalmar. En Cillán el vagabundo toma la carretera de Ávila durante dos leguas y, sin cruzar pueblo alguno, se mete a la derecha, según va, por el ramal  que lleva a Casasola.

## Demografía
Cillán cuenta con una población de 79 habitantes (INE 2024).
| Gráfica de evolución demográfica de Cillán entre 1842 y 2021                                                          |
| |
| Población de derecho según los censos de población del INE. Población de hecho según los censos de población del INE. |

## Patrimonio
En la localidad hay una iglesia bajo la advocación de San Cristóbal Mártir.

## Fiestas y eventos
- 20 de enero, San Sebastián.
- 15 de mayo, San Isidro - Se celebra una romería.
- 10 de julio, San Cristóbal - patrón.
- 25 de julio, Santiago - fiestas de verano con diversas actividades.
- El día del Corpus se hace una celebración con altares en las calles y remate de productos donados.